# Sankt Peter in der Au
Sankt Peter in der Au osztrák mezőváros Alsó-Ausztria Amstetteni járásában. 2023 januárjában 5141 lakosa volt. 

## Elhelyezkedése

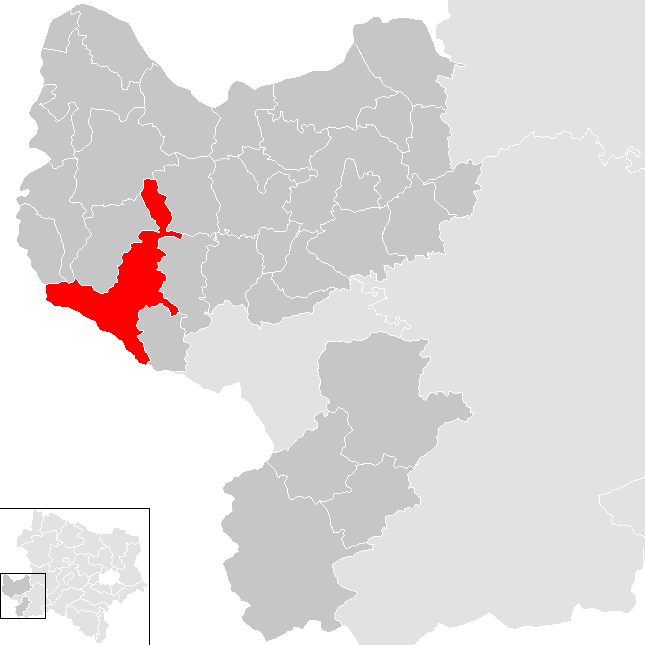
Sankt Peter in der Au az Amstetteni járásban

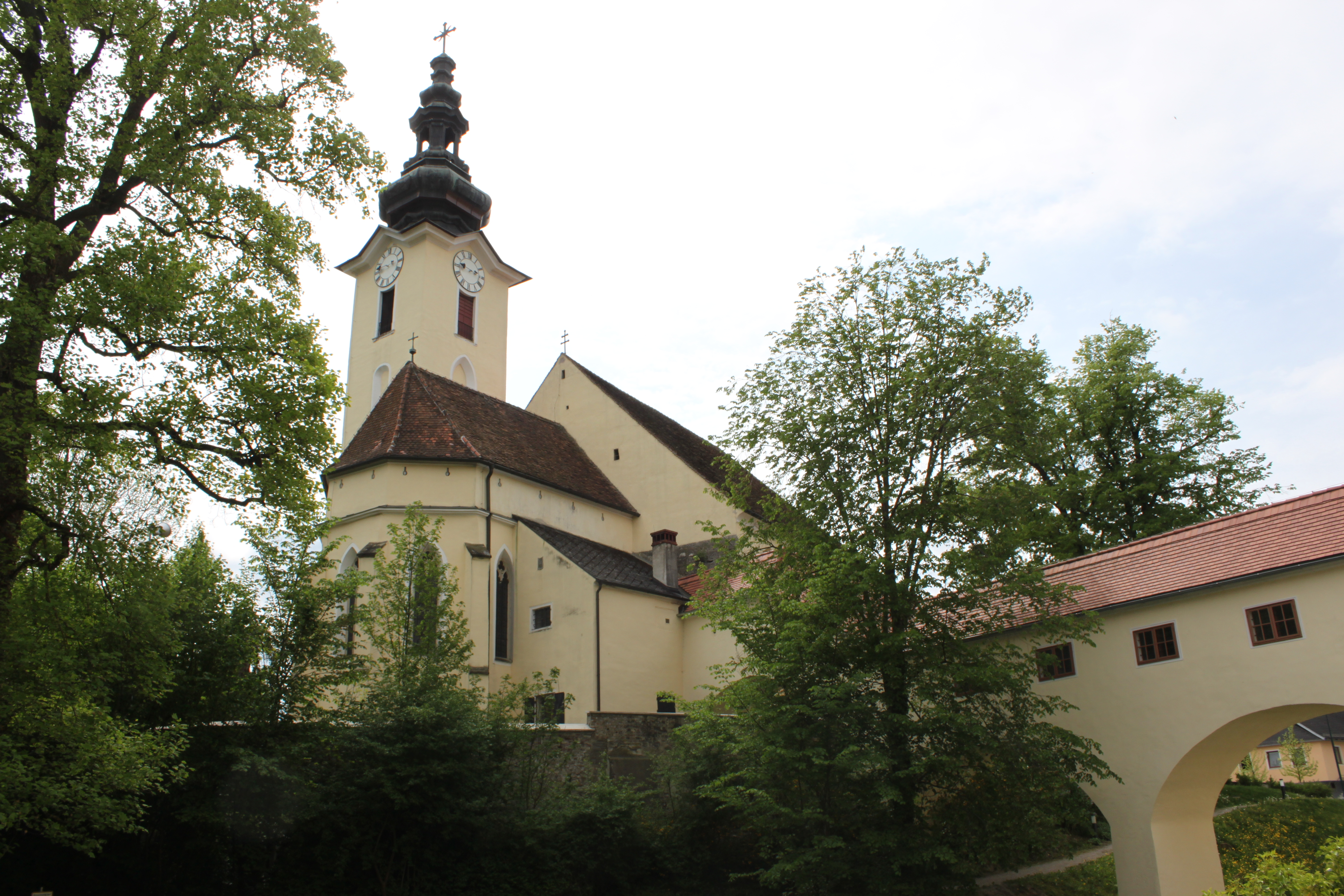
A Szt. Péter-plébániatemplom

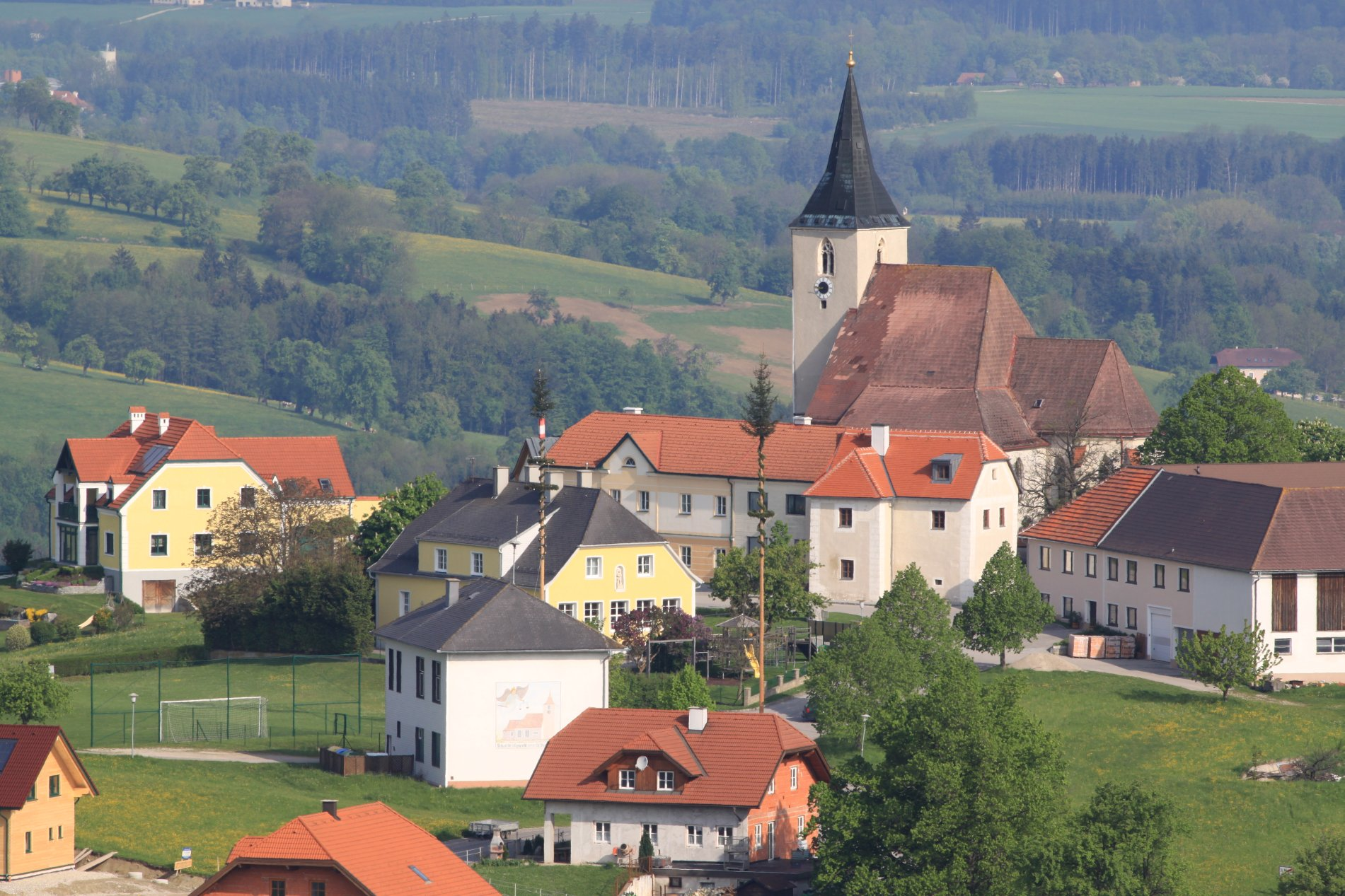
Sankt Michael am Bruckbach

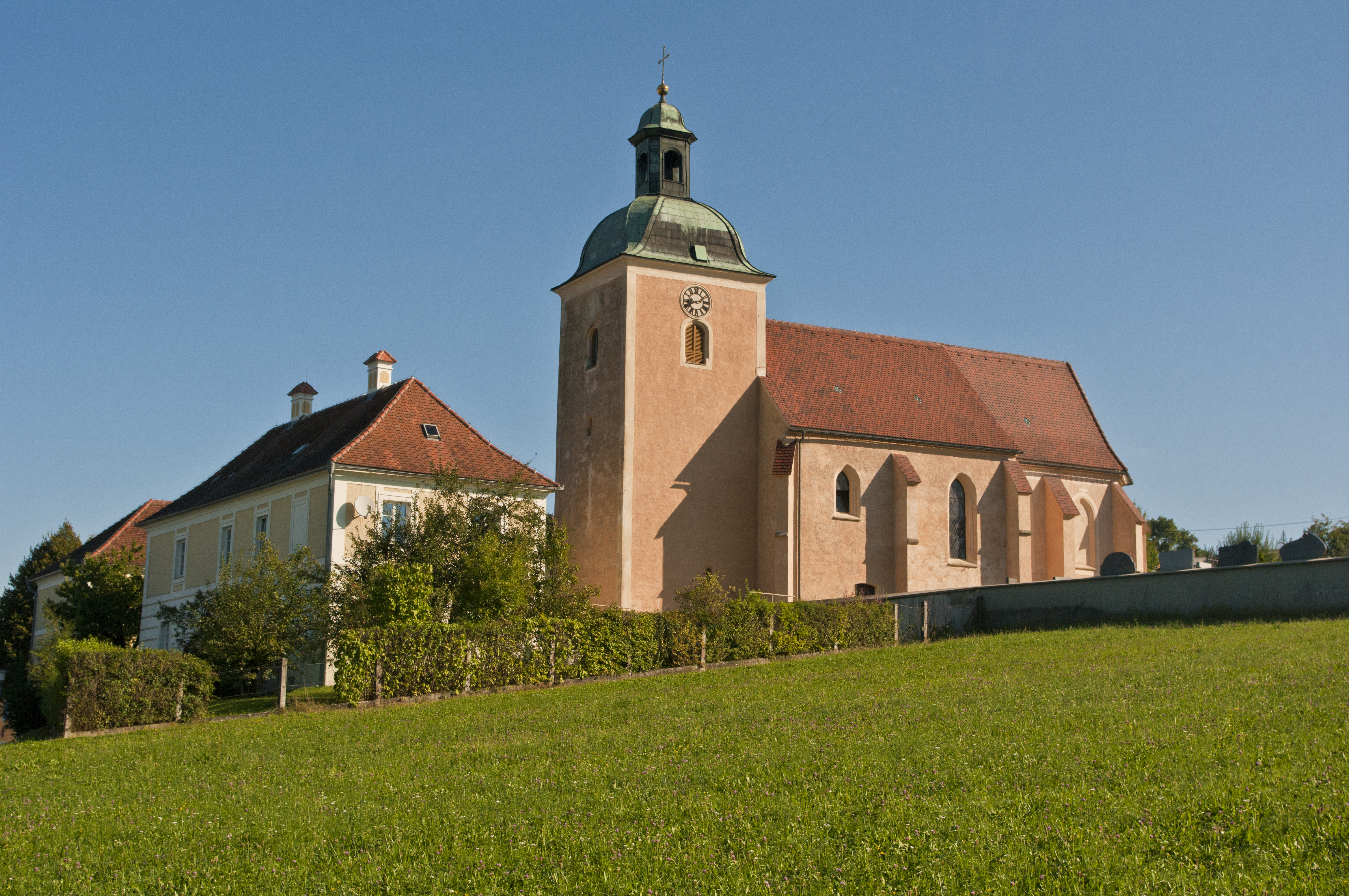
Az engstetteni Keresztelő. Szt. János-pléábniatemplom

Sankt Peter in der Au a tartomány Mostviertel régiójában fekszik, a Pfarrenbach és Url folyók találkozásánál. Területének 21,9%-a erdő, 69,6% áll mezőgazdasági művelés alatt. Az önkormányzat 6 települést egyesít: Hohenreith (169 lakos 2023-ban), Kürnberg (850), Sankt Johann in Engstetten (559), St. Michael am Bruckbach (808), St. Peter in der Au-Dorf (739) és St. Peter in der Au-Markt (2016).
A környező önkormányzatok: északnyugatra Behamberg és Haidershofen, északra Weistrach és Haag, északkeletre Wolfsbach, keletre Seitenstetten, délkeletre Ertl, délre Maria Neustift, nyugatra St. Ulrich bei Steyr (utóbbi kettő Felső-Ausztriában).

## Története
Az önkormányzat területe már a neolitikum vége óta lakott, amit számos kőbalta-lelet bizonyít. A kora középkorban szlávok telepedtek meg a területen, amiről több helységnév (Recknitz, Dobra, Ertl, Zaucha) tanúskodik, majd a 11. századtól bajor és frank telepesek következtek. St. Peter nevét először egy 1210-es oklevélben említik, de 1217-ben valószínűleg már mezővárosi jogokkal rendelkezett, erre utal, hogy bírája volt. A 14. században erős volt a valdens mozgalom, a katolikus egyház által eretneknek nyilvánított valdensek iskolát is működtettek St. Peterben. 1397-ben a közeli Steyrben mintegy száz valdent végeztek ki. 1447-ben III. Frigyes császár további kiváltságokat adományozott a településnek különféle áruk (főleg ruhanemű és textil) kereskedelmére. A 15. század végén Mátyás magyar király szállta meg. 1574-ben II. Miksa császár címert adományozott St. Peternek, az eredeti oklevél azonban később egy tűzvész során megsemmisült. Az 1596/97-es parasztfelkelés során a lázadók öt napos ostrom után elfoglalták a várat és bebörtönözték a földesurat. A lázadás leverése után a felkelők vezetőit letartóztatták és halálra ítélték; a helyi parasztoknak egészen 1848-ig minden évben a vár előtt kellett bocsánatot kérniük az eset miatt.   
Az osztrák örökösödési háború és a napóleoni háborúk során (utóbbiak alatt 1800-ban, 1805-ben és 1809-ben is átvonultak itt a franciák) fosztogatásokra, rekvirálásokra került sor. 
1838-ban a mezővárosban 78 házat számoltak össze, melyben 113 család (232 férfi, 299 nő és 52 iskoláskorú gyermek) élt. Jószágállományuk 37 lóból, 119 tehénből és 250 disznóból állt. A vasút 1858-ban érte el St. Petert. 
Az 1848-as forradalom után létrejött a városi önkormányzat, amelyből St. Peter in der Au-Dorf a város és a vidék közötti viták miatt 1867-ben kivált. A második világháború végén, 1944-től magyar zsidó kényszermunkásokat dolgoztattak az Url folyó gátjának helyreállításánál. A front közeledtével kiadták a parancsot a 23 ember kivégzésére, de egy pincében elrejtették őket az amerikai katonák megérkezéséig.
1947. október 24-én a háború utáni Ausztria legnagyobb, máig felderítetlen tömeggyilkossága történt a St. Peter-Dorfban lévő Pernleiten-tanyán: ennek tizenegy ember, köztük hat gyermek esett áldozatául.
1966-ban St. Peter-Markt és St. Peter-Dorf újraegyesült. 1971-ben a szomszédos Kürnberg, St. Johann in Engstetten, St. Michael am Bruckbach és Hohenreith községek is csatlakoztak a mezővároshoz. 

## Lakosság
A Sankt Peter in der Au-i önkormányzat területén 2023 januárjában 5141 fő élt. A lakosságszám 1961 óta gyarapodó tendenciát mutat. 2020-ban az ittlakók 95,9%-a volt osztrák állampolgár; a külföldiek közül 0,8% a régi (2004 előtti), 2% az új EU-tagállamokból érkezett. 0,6% az egykori Jugoszlávia (Szlovénia és Horvátország nélkül) vagy Törökország, 0,6% egyéb országok polgára volt. 2001-ben a lakosok 94,9%-a római katolikusnak, 1,2% mohamedánnak, 2,3% pedig felekezeten kívülinek vallotta magát. Ugyanekkor 10 magyar élt a mezővárosban; a legnagyobb nemzetiségi csoportot a németeken kívül (97,1%) a törökök alkották 1,1%-kal.
A népesség változása:
| Lakosok száma | 5101 | 5119 | 5176 |
|               | 2016 | 2018 | 2022 |

## Látnivalók
- a St. Peter in der Au-i kastély (2008 óta polgármesteri hivatal)
- a St. Peter-i Szt. Péter-plébániatemplom
- a St. Michael am Bruckbach-i Szt. Mihály-plébániatemplom
- az engstetteni Keresztelő Szt. János-plébániatemplom
- a kürnbergi Szt. Jakab-plébániatemplom
- a Carl Zeller-múzeum

## St. Peter híres szülötte
- Carl Zeller (1842–1898), operettszerző

## Fordítás
- Ez a szócikk részben vagy egészben  a   Sankt Peter in der Au című német Wikipédia-szócikk ezen változatának fordításán alapul.  Az eredeti cikk szerkesztőit annak laptörténete sorolja fel. Ez a jelzés csupán a megfogalmazás eredetét és a szerzői jogokat jelzi, nem szolgál a cikkben szereplő információk forrásmegjelöléseként.